# 霍泛
霍泛（1915年11月—2009年4月14日），男，山西黎城人，中华人民共和国政治人物。

## 生平
霍泛是山西省黎城县西井镇下寨村人。曾就读于长治师范学校、山西省立第一中学。1936年1月，在北平弘达学院加入共青团，参加革命工作，同年7月，在狱中由王维纲介绍，加入中国共产党。1938年9月，任太行区党委宣传部秘书兼教育干事，黎城县牺盟会组织部部长、县委宣传部部长、县委书记，太行区党委宣传部宣传科长，太行一地委常委、宣传部部长、组织部部长。
1949年1月，任中央政策研究室农村组组长；1953年1月，任中央农工部农村互助合作处副处长。1957年9月，任广西壮族自治区党委常委、秘书长，农工部部长、农村政策研究室主任、档案局局长；1964年1月，任广西壮族自治区党委候补书记。文化大革命期间受到迫害，停职关押长达10年。
中共十一届三中全会后平反，恢复工作。1981年3月，任山西省人民政府副省长，同年10月，任中共山西省委常委、副省长；1983年4月，任山西省人大常委会副主任、党组副书记；1988年2月，被中央农村政策研究室聘为特约研究员。1995年12月，离职休养。2009年4月14日，于太原逝世，享年94岁。